# 于爾米

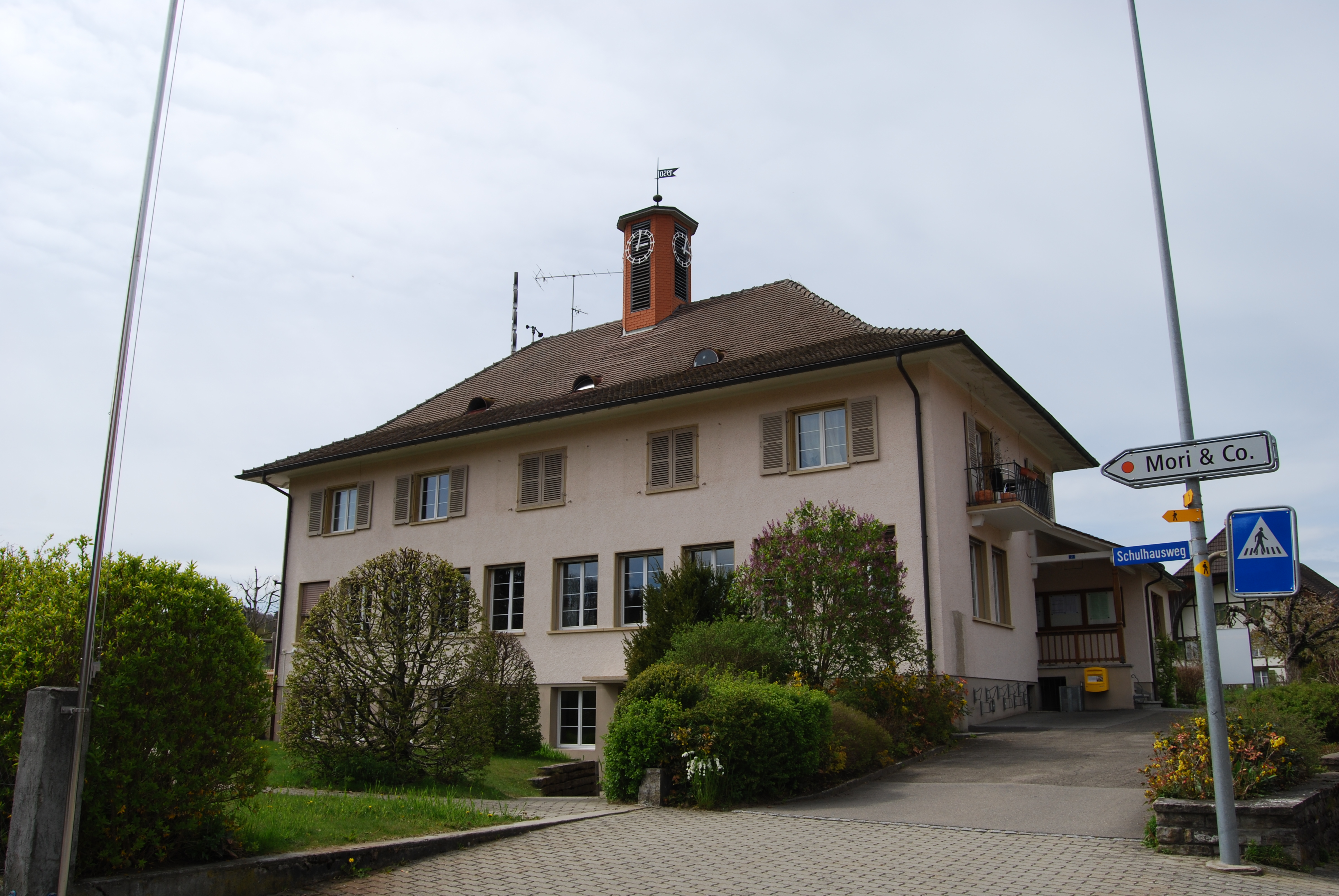

于爾米是瑞士的城鎮，位於該國西部，由弗里堡州負責管轄，面積2.83平方公里，海拔高度494米，2011年人口404，七成半人口信奉基督教，人口密度每平方公里143人。

## 外部連結
- Official website（页面存档备份，存于） （德文）